# The Legend of Heroes: Akatsuki no Kiseki
The Legend of Heroes: Akatsuki no Kiseki (英雄伝説 暁の軌跡, Eiyuu Densetsu Akatsuki no Kiseki, lit: 'La llegenda dels herois: traces de l'alba') és un joc de rol en línia publicat al Japó el 31 d'agost de 2016. Es tracta d'un spin-off de la sèrie Trails. Es va desenvolupar amb la col·laboració entre el desenvolupador de la sèrie, Nihon Falcom, i l'empresa taiwanesa, UserJoy Technology. El joc és gestionat per la seva filial UserJoy Japan.

## Jugabilitat
Akatsuki és un joc de navegador gratuït que requereix Unity Web Player. La seva jugabilitat és una barreja d'elements de joc de rol i simulació. Parts dels diàlegs dels personatges principals estan enregistrats per actors de veu japonesos coneguts. Haccan, que anteriorment havia treballat en el disseny de personatges de Trails in the Sky the 3rd és responsable de l'art dels personatges d'Akatsuki. Les captures de pantalla publicades el desembre de 2015 ensenyaven gràfics amb cel shading i un sistema de batalla que s'assemblava als dels jocs de l'arc de Crossbell. Com en altres jocs de Trails, el combat és per torns i el jugador pot moure els seus personatges lliurement pel camp de batalla. El jugador també disposa d'una aeronau que pot controlar i que té un paper important en el joc.

## Trama

### Escenari
Akatsuki torna a visitar ubicacions vistes en jocs anteriors de Trails, com ara Bose, al Regne de Liberl; la ciutat de Crossbell i el complex Geofront que hi ha sota, i també presenta un país esmentat anteriorment a la sèrie però no visitat, el Principat de Remifèria.
Akatsuki no Kiseki també presenta un nou repartiment de personatges. Els dos protagonistes principals són guardabraços, cosa que no passava des de la saga original, Trails in the Sky. A més, Akatsuki ofereix als jugadors l'oportunitat de crear un equip amb personatges que apareixen en els jocs anteriors de Trails. Per exemple, com a part de la campanya de promoció prèvia a la publicació d'UserJoy, els usuaris que s'hi havien preregistrat per obtenir una identificació d'usuari d'Akatsuki i havien seguit el compte oficial de Twitter del joc van aconseguir la Noel Seeker, personatge que apareix per primer cop a Trails from Zero; aquests mateixos usuaris van rebre més bonificacions en funció del nombre total de preregistres. La Noel continua tenint la veu de Masami Asano, que també havia fet la veu del personatge a Zero i Azure.

## Desenvolupament
Akatsuki no Kiseki es va anunciar per primera vegada el juny de 2014 com un projecte per commemorar el desè aniversari de la sèrie Trails. El comunicat de premsa de Falcom incloïa una descripció general de l'escenari i els dissenys dels dos personatges principals: en Nacht i la Chloe. El servei d'Akatsuki havia de començar inicialment el 2015. UserJoy Technology va obrir un web de previsualització del joc al juliol. Tot i que UserJoy se'ls coneix principalment pels MMORPG de PC com Angel Love Online i The Legend of Three Kingdoms Online, i més endavant havien començat a fer jocs de mòbil, els primers comunicats de premsa no van aclarir per a quina plataforma estaria disponible Akatsuki, ni si seria un videojoc per a un sol jugador o si tindria algun tipus de funcionalitat multijugador en línia.
El novembre de 2014, el president de Falcom, Toshihiro Kondo, va revelar alguns detalls sobre la relació de treball entre Falcom i UserJoy. Va assenyalar que Falcom estava col·laborant estretament amb UserJoy pel que fa a la història, i va elogiar el personal de desenvolupament d'UserJoy Akatsuki pel seu coneixement de la sèrie Trails, dient que eren veritables fanàtics que coneixien detalls sobre els jocs que ni els mateixos treballadors de Falcom recordaven. Kondo va afirmar que Falcom podria considerar produir més jocs en línia en el futur depenent de la resposta dels usuaris a Akatsuki.

### Endarreriment
Les dues companyies no van dir res sobre Akatsuki no Kiseki fins al desembre de 2015, quan Falcom va anunciar que el joc s'havia endarrerit fins al 2016. El comunicat de premsa de Falcom en aquell moment incloïa les quatre primeres captures de pantalla del joc d'Akatsuki. Userjoy també va actualitzar el web del teaser del joc amb informació sobre més personatges. Falcom no en va fer més anuncis concrets, només una vaga declaració a l'abril a Twitter i Facebook donant a entendre que el joc sortiria aviat. Els llocs de notícies de la Xina continental van especular que Akatsuki es publicaria en el segon o tercer trimestre de 2016, mentre que els informes de premsa taiwanesos sobre la conferència de guanys del primer trimestre de 2016 d'UserJoy al maig deien que Akatsuki es publicaria el quart trimestre de 2016 al Japó i l'any següent a Taiwan. UserJoy va revelar-ne més detalls a la China Digital Entertainment Expo & Conference a finals de juliol i va començar a piular en un compte de Twitter dedicat a Akatsuki a principis d'agost.
El 9 d'agost, UserJoy va obrir el lloc oficial d'Akatsuki no Kiseki i va publicar-n'hi el primer vídeo promocional. Després d'una breu prova beta oberta, el servei va començar el 31 d'agost.

### Publicacions addicionals
Posteriorment, Falcom va publicar ports d'Akatsuki no Kiseki per a PlayStation Vita el 26 de desembre de 2016 i per a PlayStation 3 i PlayStation 4 el 2017. El juny de 2018, Falcom va dir que el desenvolupador de jocs mòbils amb seu a Pequín Changyou.com i el lloc web de vídeos amb seu a Xangai, Bilibili, estaven col·laborant per publicar una adaptació en xinès d'Akatsuki per a telèfons intel·ligents, amb el títol de Xīng zhī Guǐjì (Xinès: 'Traces d'estels'). El 2019 se'n va publicar un port per a Nintendo Switch al Japó.